# Arnold (modelspoor)

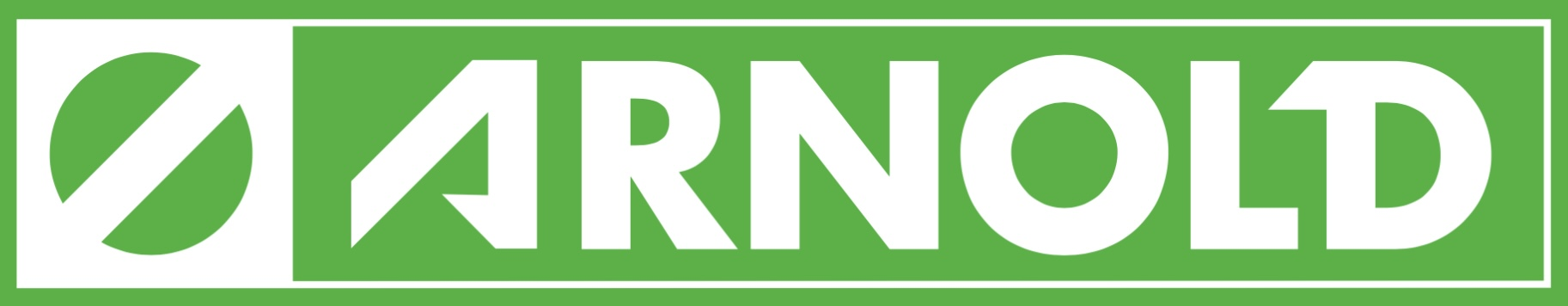
Logo

Arnold (Metallspielwarenfabrik K. Arnold GmbH & Co) was een Duits fabrikant van blikken speelgoed en modeltreinen, voornamelijk in schaal N.
De firma Arnold werd in 1906 door Karl Arnold in Neurenberg opgericht. In de Tweede Wereldoorlog werd de vestiging in Neurenberg verwoest. De vestiging in Mühlhausen kwam ongeschonden door de oorlog. Toen de vraag naar blikken speelgoed in de jaren vijftig afnam stapte de firma Arnold over op de productie van modeltreinen.
In 1960 toonde de firma Arnold op de Spielwarenmesse in Neurenberg voor het eerst modeltreinen in schaal N (N van Negen millimeter). Deze modellen kwamen uit onder de naam Arnold Rapido 200 op schaal 1:200. Vanaf 1962 werden de modellen van Arnold Rapido op schaal 1:160 geproduceerd. In 1964 werd schaal N internationaal als norm vastgelegd, waarna ook andere fabrikanten op de markt kwamen.
In 1995 kwam de firma Arnold in financiële problemen en werd door het Italiaanse collega-bedrijf Rivarossi overgenomen. In 2001 werd de productie in Mühlhausen beëindigd. In 2003 kwam ook Rivarossi in financiële problemen, waarna in 2004 de Britse firma Hornby Railways delen van Rivarossi en de merknaam Arnold overnam. Sinds 2006 zijn weer modeltreinen van Arnold verkrijgbaar; de productie vindt tegenwoordig plaats in China.

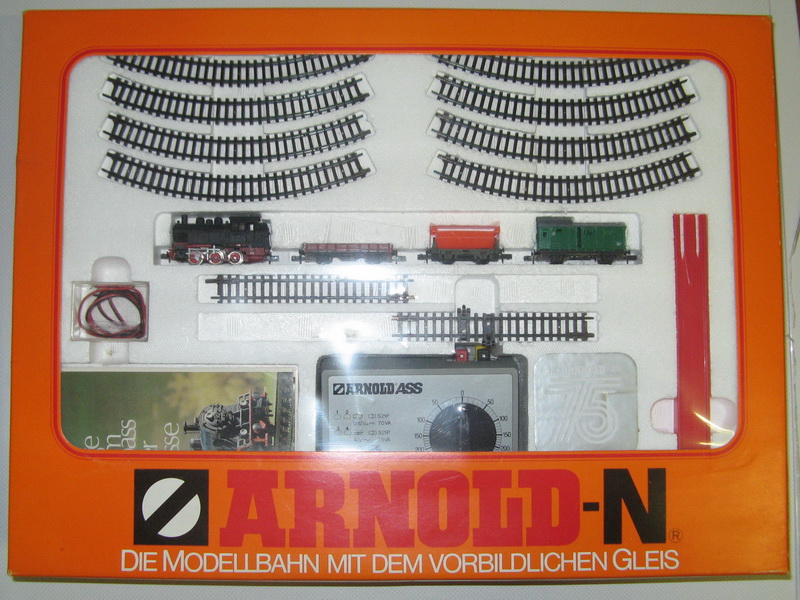
Arnold N
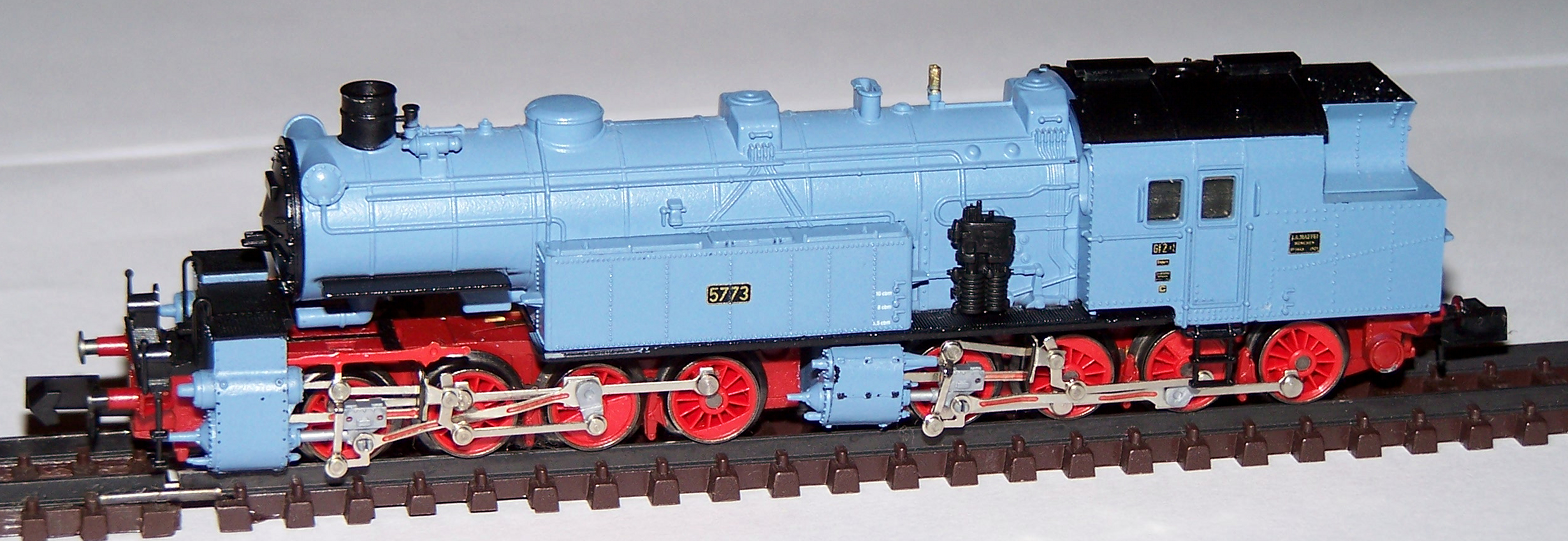
Arnold locomotief BR 96 023 (Gt 2×4/4)
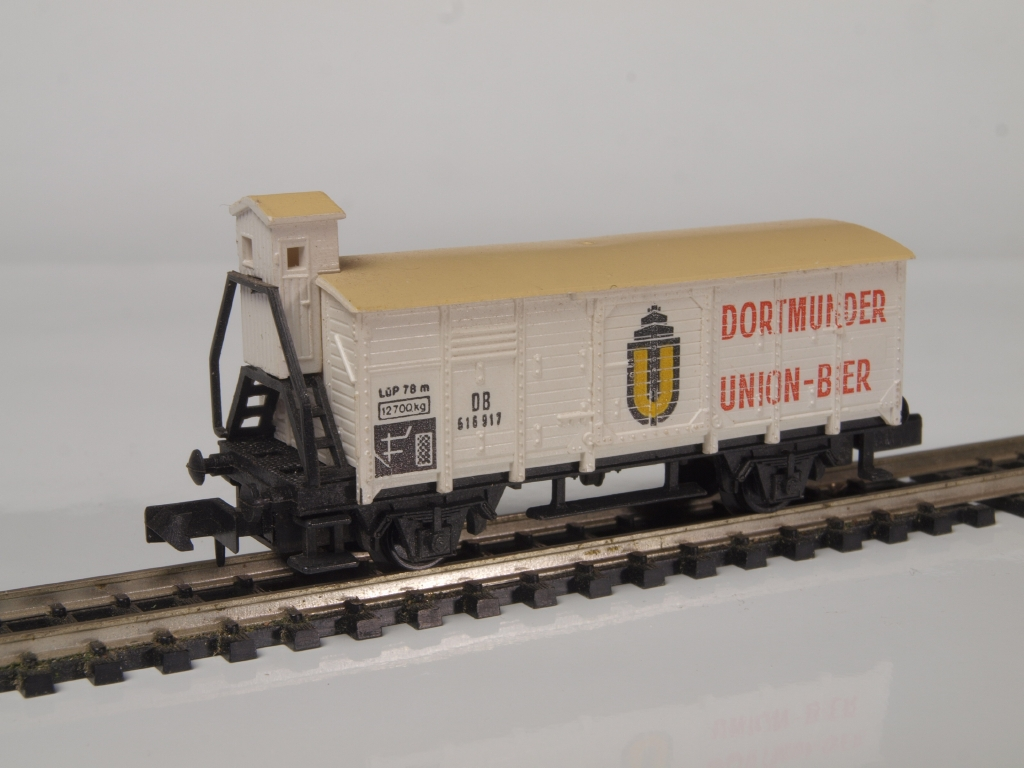
Arnold N Modell 75
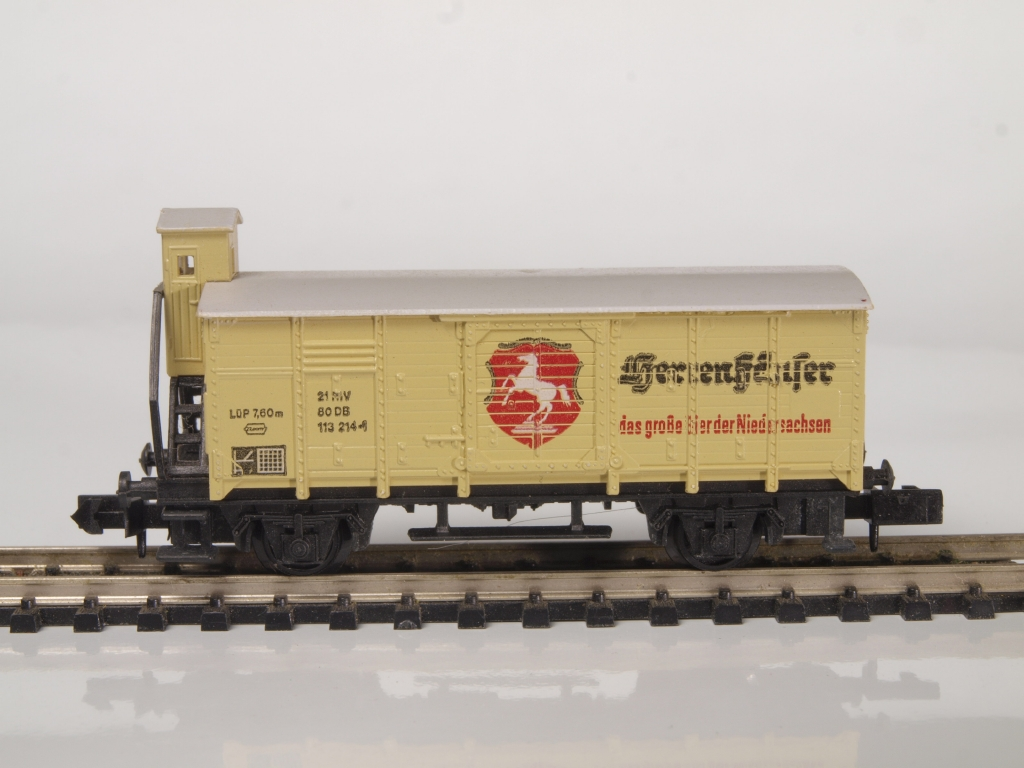
Arnold N Modell 83

Arnold ·
Artitec ·
Bachmann ·
Brawa ·
Egger-Bahn ·
Fleischmann ·
Faller ·
Fulgurex ·
HAG ·
HAMO ·
Hornby Railways ·
Hübner ·
Ibertren ·
Jouef ·
Kato ·
KK Eishindo · 
Kleinbahn ·
Klein Modellbahn ·
Kleinspoor ·
Lemaco ·
LGB ·
Liliput ·
Lima ·
Lionel ·
LS Models ·
Märklin ·
Mehano Train Line ·
Micro-Trains ·
Minitrix ·
MK Modelbouwstudio's ·
Nilkram · 
Phildie · 
Philotrain ·
Piko ·
Primex ·
Regner ·
Rivarossi ·
Roco ·
ROKAL ·
THS ·
Tillig ·
Trix ·
Trix Express ·
Weinert